# 集體配對約會
集體配對約會（group dating），又稱聯誼，是一種多位單身人士交友求偶的聚會活動，盛行於日本，也流行於台灣等地。與會人透過聚會彼此認識，旨在覓得可以進一步交往成爲伴侶的人。少數與會人可能不志在求偶，但會主動或被期待發揮活絡氣氛或串聯的作用。活動若屬異性向，則由二群單身的异性恋或双性恋的男性和女性參與；若非純屬異性向，原則上應有至少兩位與會人符合任何一位與會人的性傾向。
集體配對約會由於其中有認識的人一起參與，氣氛會比較輕鬆，因此在一些文化中是替代一對一約會（尤其是雙方不認識、首次碰面的盲目約會）的較安穩作法。
一般而言，集體配對約會的目的主要是交友求偶，甚少為求一夜情。東亞的異性向集體配對約會，一般會讓男生坐一排，女性坐另一排，彼此面對面交談，同時也會和同性別的朋友彼此耳語，討論彼此感興趣的人，有時也會玩遊戲來舒緩緊張，營造歡樂氣氛。近來由於行動電子產品的進步，同性別朋友之間也會在手機上留言討論。

## 日本
日本的異性戀集體配對約會通常是適婚年齡人士參加，即結婚活動，稱為婚活（日语：婚活）是群體盲目約會的方式，一種是彼此認識的一男一女各帶數目相同但沒有固定交往對象的同性朋友參加。另一種是由婚友社主辦，付費參加，由婚友社安排符合特定條件、數目相同的男女顧客參加。一般會在餐廳、居酒屋或是任何人們可以吃喝交談的地方進行。有時在年輕人群體中常用「合コン」代指集體配對約會，但「合コン」不一定是以配對為目的，可以是一般朋友之間的飲酒交流活動。

## 臺灣
台灣的集體配對約會稱為聯誼，是一群單身的男性和另一群單身的女性相約的活動，對象可能是高中生、大學生或是已在工作的青年。高中生及大學生可能是因為男女分校或是科系特性，在班上以單一性別為主，較少機會認識異性，青年則是因為工作屬性不易接觸到異性，因此透過聯誼來認識異性。
有些聯誼會安排團康活動以活絡氣氛，或是利用烤肉、桌遊、運動類等活動讓彼此有機會互動。

## 香港
香港婚姻介紹情況有別於日本與台灣。政府雖然曾鼓吹市民多生育甚至「生三個」，但沒有任何支援聯誼活動或婚姻介紹所，香港的婚姻介紹所均為獨立經營。香港獨特的情況是女多男少，且傾向遲婚。在香港，婚姻介紹所大多以單對單配對及極速配對形式進行。前者一般年紀、職位及收入較高，後者則較年轻。